# Инфијан Хед (Мериленд)
Инфијан Хед (енгл. Indian Head) град је у америчкој савезној држави Мериленд.

## Демографија
По попису из 2010. године број становника је 3.844, што је 422 (12,3%) становника више него 2000. године.
| Група             | 2000.         | 2010.         |
| Белци             | 1.869 (54,6%) | 1.331 (34,6%) |
| Афроамериканци    | 1.303 (38,1%) | 2.134 (55,5%) |
| Азијати           | 49 (1,4%)     | 101 (2,6%)    |
| Хиспаноамериканци | 58 (1,7%)     | 117 (3,0%)    |
| Укупно            | 3.422         | 3.844         |